# Тапия, Иван
Иван Алехо Тапия (исп. Iván Alejo Tapia; род. 23 ноября 1998, Буэнос-Айрес) — аргентинский футболист, полузащитник клуба «Барракас Сентраль».

## Клубная карьера
Тапия — воспитанник клуба «Барракас Сентраль». 14 ноября 2015 года в матче против «Депортиво Риестра» он дебютировал в Примере Метрополитана. 21 апреля 2018 года в поединке против «Дефенсорес де Бельграно» Иван забил свой первый гол за «Барракас Сентраль». В 2019 году Тапия помог команде выйти в более высокий дивизион. 18 августа в матче против «Гильермо Браун» он дебютировал в аргентинской Примере B. В 2021 году Иван помог клубу выйти в элиту. 11 февраля 2022 года в матче против «Сентраль Кордова» он дебютировал в аргентинской Примере.